# Vera Mossa
Vera Mossa, nome completo Vera Helena Bonetti Mossa (Casa Branca, 27 settembre 1964), è un'ex pallavolista brasiliana.

## Biografia
Di ascendenze italiane, Vera Mossa ha iniziato a giocare a pallavolo quando aveva otto anni, sostenuta dai suoi genitori, entrambi insegnanti di educazione fisica. Nel 1979, a soli 15 anni, è stata convocata nella nazionale di pallavolo brasiliana, con la quale ha partecipato a tre edizioni olimpiche (1980, 1984 e 1988).
Ha giocato per le squadre brasiliane Guarani (1976–1980), CA Pirelli (1981–1982), Supergasbras (1983–1989, vincendo la Superliga nelle stagioni 1984/85 e 1985/86). 
Nel 1986, in pieno agonismo, ha recitato accanto a Diogo Vilela e Leo Jaime nel film Rock Estrela di Lael Rodrigues, dando volto a una pallavolista.
Nel 1990 si è trasferita in Italia, dove ha giocato con la Despar Perugia e il Volley Sumirago. Tornata poi in Brasile, ha fatto parte delle squadre Recra/Trasmontano (1995–97), Pinheiros (1998), Guarulhos (1999) e Minas Tênis (2000), dove ha concluso la sua carriera.
Dopo il ritiro ha aperto diverse attività commerciali a Campinas.

## Vita privata
Il suo primo marito è stato il giocatore di basket Antonio Eder Mundt Leme. Dal matrimonio, terminato con un divorzio, è nato un figlio, Eder Sebastião. Antonio Eder Mundt Leme è morto nel 1989 insieme alla sua fidanzata Leni Luci Bolonhesi, a causa di una fuga di gas nella sua abitazione.
Vera Mossa è convolata a nuove nozze col pallavolista Bernardinho, divenuto poi allenatore. La coppia ha divorziato dopo aver messo al mondo un figlio, il pallavolista Bruno de Rezende.
Vera Mossa ha anche una figlia, Luiza, frutto del suo terzo e attuale matrimonio.